# Liam Caruana
Liam Caruana (nació el 22 de enero de 1998) es un tenista italiano-estadounidense.
Caruana hizo su debut en el cuadro principal de ATP en el ASB Classic 2018 como lucky loser.